# Dejan Meleg
Dejan Meleg est un footballeur serbe né le 1er octobre 1994 à Bački Jarak. Il évolue au poste de milieu offensif.

## Palmarès
- Vainqueur du championnat d'Europe des moins de 19 ans 2013 avec l'équipe de Serbie des moins de 19 ans